# Kapel van Bildchen

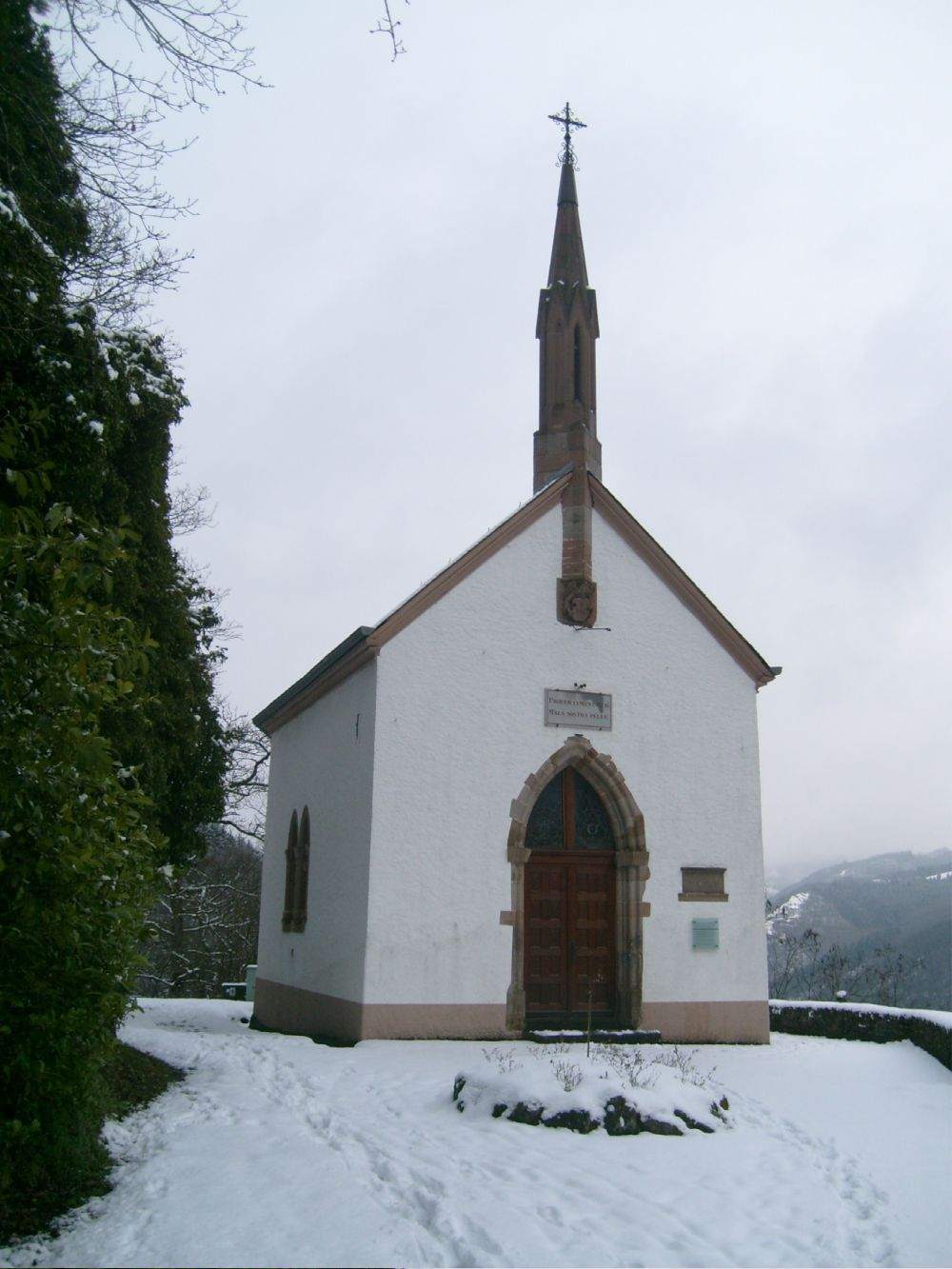
Kapel van Bildchen

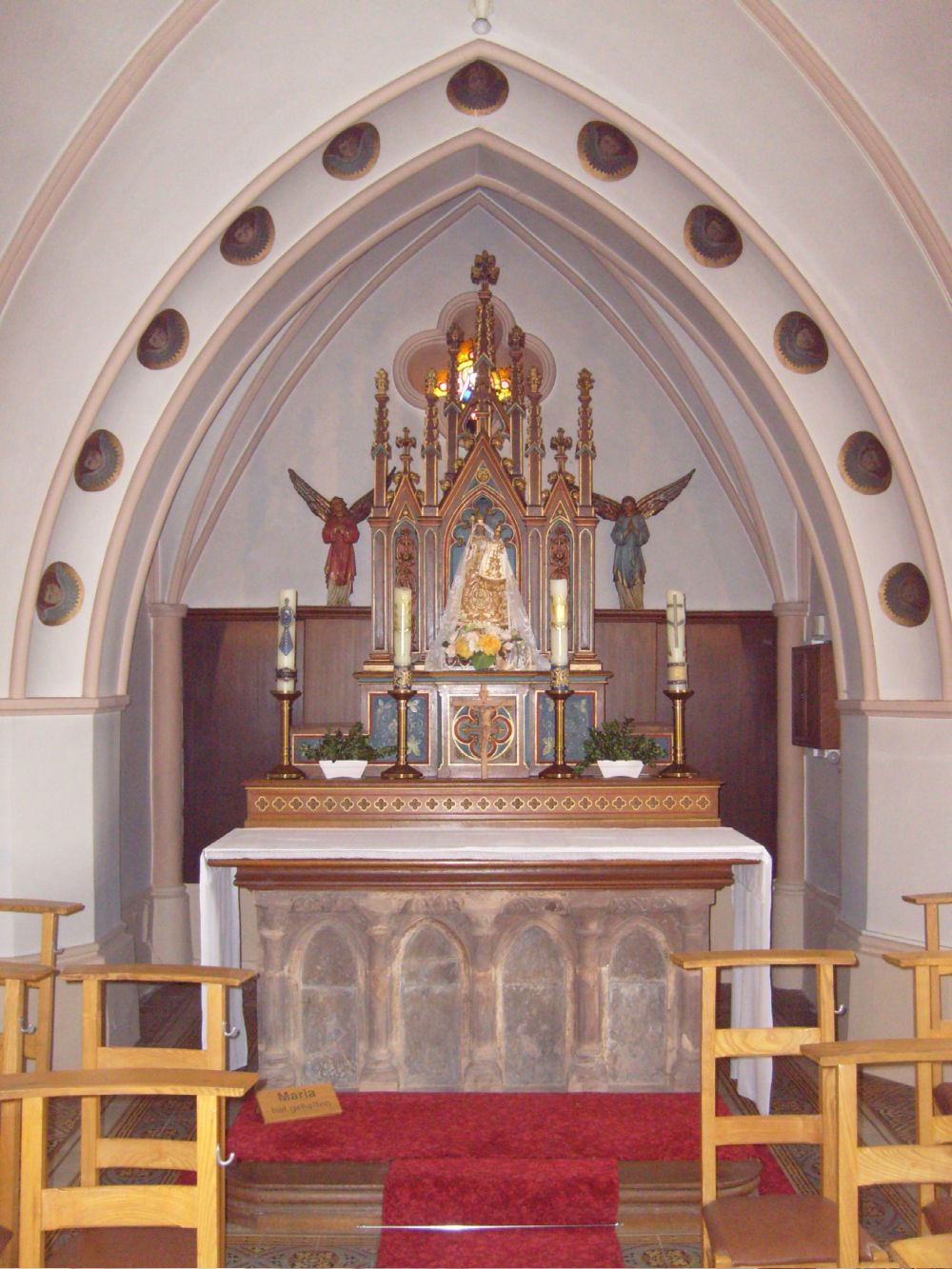
Interieur

De kapel van Bildchen (Frans: Chapelle Notre-Dame) is een aan Onze-Lieve-Vrouw gewijde kapel op een hoogte nabij de Luxemburgse stad Vianden.

## Geschiedenis
De kapel werd in 1848 in neogotische stijl gebouwd naar ontwerp van Charles Arendt. Hij bevat een gotisch altaar, in rode zandsteen uitgevoerd, dat afkomstig is van de slotkapel van het Kasteel Vianden. Op het altaar is een neogotisch drieluik geplaatst, waarvoor een Mariabeeldje staat, dat het doel is van de bedevaart.
Deze devotie gaat terug op de Mariadevotie die tijdens de 17e eeuw in de Spaanse Nederlanden is ontstaan. De ontberingen van de Dertigjarige Oorlog (1618-1648) en pestepidemieën van 1612, 1626 en 1632 deden de mensen geloven in het wonderlijke verhaal van een Mariabeeldje dat in een struik gevonden werd en steeds weer naar deze plaats terugging, een bekend thema bij bedevaartplaatsen in die tijd.
Na de jaren van de pest werd het beeldje naar de rotsen van de Bonzelsberg boven de stad Vianden gebracht en daar geplaatst in een met een ijzeren rooster beschermde nis.
Vanaf Vianden kan men omhoog gaan tot een hoogte van 302 meter, waar zich de kapel bevindt. De weg wordt geflankeerd door kapelletjes die de zeven Smarten van Maria verbeelden.

## Trivia
De Wandelroute GR5 komt langs de kapel.